# Daniel van Papenbroeck
Daniel van Papenbroeck (Antuérpia, 17 de março de 1628 – Antuérpia, 28 de junho de 1714) foi um padre jesuíta belga que colaborou com Jean Bolland na publicação da Acta Santorum, uma série de volumes nos quais os testemunhos relacionados à vida de cada santo da Igreja Católica eram avaliados, com o objetivo de separar o que era fato e o que era lenda.

## Guerra diplomática
Ao consultar arquivos das igrejas e mosteiros, Papenbroeck encontrou um diploma de doação no arquivo de Santa Maria de Ohrens, no qual figurava o nome de Dagoberto I como pai de Santa Irmina, quando na verdade a santa tinha como progenitor Dagoberto II. No prefácio do segundo volume da Acta Santorum, publicado em 1675, declarou ser falso esse diploma, o que invalidava vários diplomas medievais que tinham sido preservados e tratados como completamente autênticos pelos beneditinos da Abadia de Saint-Denis.
Estabeleceu o jesuíta na sua "crítica documental" que os documentos seriam tanto menos dignos de fé quanto mais antigos fossem, e pôs em dúvida algumas peças da época merovíngia existentes nos arquivos da Ordem de São Bento. Os beneditinos, que se julgavam especialistas nessas questões, já que, tradicionalmente, dedicavam-se aos trabalhos de busca e reprodução de documentos e que já tinham realizado inúmeros estudos de heurística e crítica de textos, não se conformaram. Ficaram indignados com a desconfiança do jesuíta e partiram para o que se denominou Guerra Diplomática. Um beneditino, Jean Mabillon, que era dessa abadia e que se encontrava na de Saint-Germain-des-Prés justamente para publicar a vida dos santos da sua Ordem, resolveu, seis anos mais tarde, em 1681, responder àquela desconfiança, por meio de uma obra em seis partes intitulada De re diplomatica libri Sex, na qual estabelecia as regras fundamentais da diplomática.